# ガーフィールド郡 (ユタ州)
ガーフィールド郡（英: Garfield County）は、アメリカ合衆国ユタ州の南部に位置する郡である。2010年国勢調査での人口は5,172人であり、2000年の4,735人から9.2%増加した。郡庁所在地はパングウィッチ市（人口1,520人）であり、同郡で人口最大の都市でもある。1882年に設立され、郡名は第20代アメリカ合衆国大統領ジェームズ・ガーフィールドに因んで名付けられた。

## 地理
アメリカ合衆国国勢調査局に拠れば、郡域全面積は5,208平方マイル (13,488.7 km2)であり、このうち陸地は5,174平方マイル (13,400.6 km2)、水域は34平方マイル (88.1 km2)で水域率は0.65％である。深い峡谷を通過するコロラド川が郡の東側境界になっている。その西は支流の渓谷の崖からサンラファエル砂漠の広大な広がりとなり、その向こうには様々な山脈、高原および渓谷が地形を作っている。ブライスキャニオン国立公園の大半が郡の南西部にあり、グランドステアケース・エスカランテ国立保護区の北半分が郡中央部にある。キャピトル・リーフ国立公園の大きな部分が東中部にある。またキャニオンランズ国立公園の小部分が北東隅にある。

### 隣接する郡
- ウェイン郡 - 北
- サンフアン郡 - 東
- ケーン郡 - 南
- アイアン郡 - 西
- ビーバー郡 - 北西
- パイユート郡 - 北西

### 国立保護地域
- ブライスキャニオン国立公園（部分）
- キャニオンランズ国立公園（部分）
- キャピトル・リーフ国立公園（部分）
- ディキシー国立の森（部分）
- フィッシュレイク国立の森（部分）
- グレンキャニオン国立レクリエーション地域（部分）
- グランドステアケース・エスカランテ国立保護区（部分）

## 人口動態
以下は2000年国勢調査による人口統計データである。
| 基礎データ - 人口: 4,735人 - 世帯数: 1,576 世帯 - 家族数: 1,199 家族 - 人口密度: 0人/km2（1人/mi2） - 住居数: 2,767軒 - 住居密度: 0軒/km2（0軒/mi2） 人種別人口構成 - 白人: 94.95% - アフリカン・アメリカン: 0.17% - ネイティブ・アメリカン: 1.87% - アジア人: 0.40% - 太平洋諸島系: 0.04% - その他の人種: 1.12% - 混血: 1.48% - ヒスパニック・ラテン系: 2.87% 年齢別人口構成 - 18歳未満: 32.6% - 18-24歳: 7.8% - 25-44歳: 23.1% - 45-64歳: 22.4% - 65歳以上: 14.1% - 年齢の中央値: 34歳 - 性比（女性100人あたり男性の人口） - 総人口: 104.6 - 18歳以上: 102.2 | 世帯と家族（対世帯数） - 18歳未満の子供がいる: 38.4% - 結婚・同居している夫婦: 66.4% - 未婚・離婚・死別女性が世帯主: 6.8% - 非家族世帯: 23.9% - 単身世帯: 20.5% - 65歳以上の老人1人暮らし: 10.1% - 平均構成人数 - 世帯: 2.92人 - 家族: 3.43人 収入と家計 - 収入の中央値 - 世帯: 35,180米ドル - 家族: 40,192米ドル - 性別 - 男性: 30,239米ドル - 女性: 20,408米ドル - 人口1人あたり収入: 13,439米ドル - 貧困線以下 - 対人口: 8.1% - 対家族数: 6.1% - 18歳未満: 8.8% - 65歳以上: 10.4% |

## 都市と町

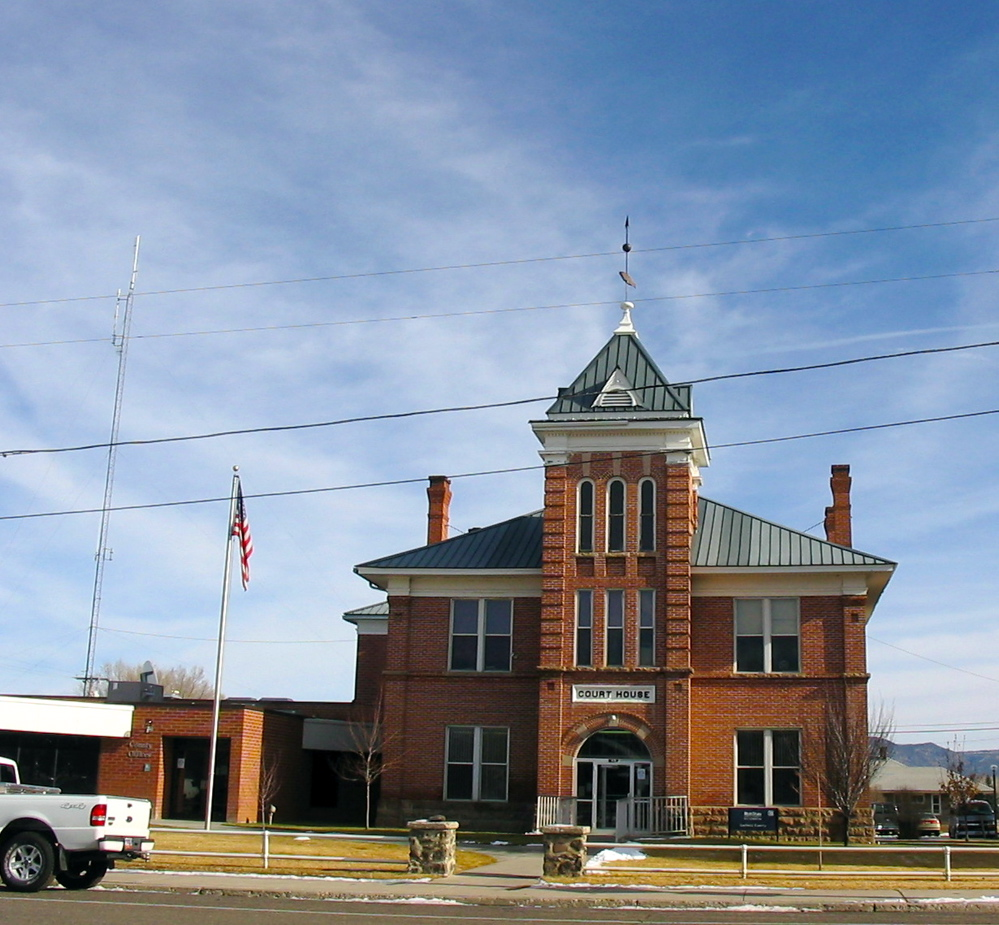
パングウィッチにあるガーフィールド郡庁舎

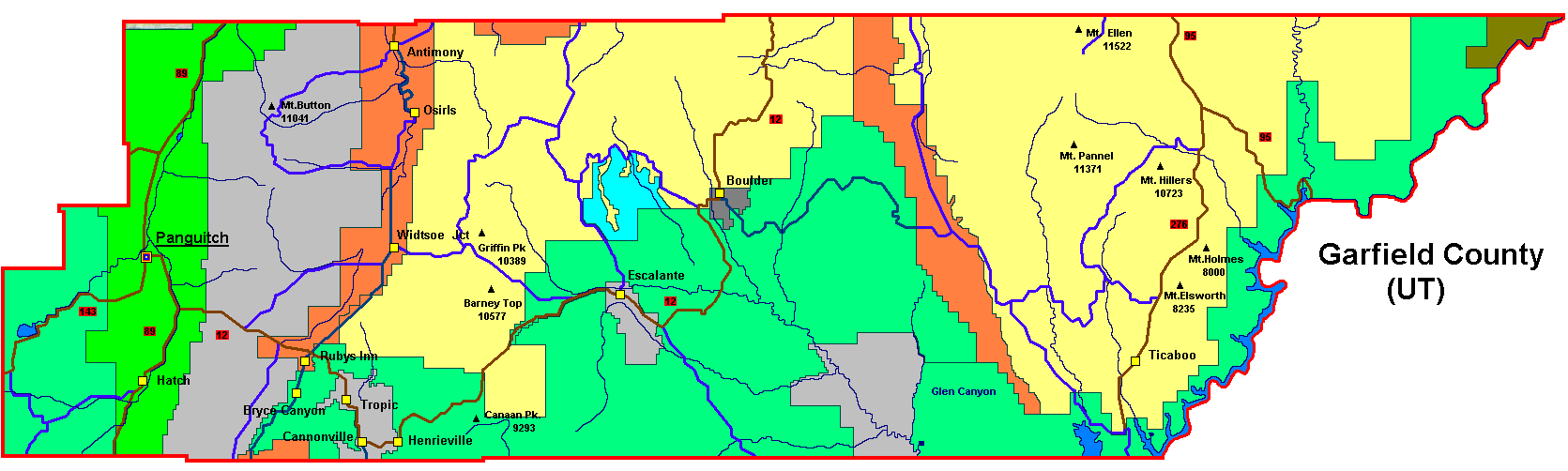
郡の地図

- パングウィッチ - 郡庁所在地
- アンティモニー
- ブライス
- ブライスキャニオンシティ
- ボールダー
- キャノンビル
- エスカランテ
- ハッチ
- ヘンリービル
- ティカブー
- トロピック